# McLaren MCL35M
Chronologie des modèles (2021)
McLaren MCL35 McLaren MCL36
La McLaren MCL35M est la monoplace de Formule 1 engagée par l'écurie britannique McLaren Racing dans le cadre de la saison 2021 du championnat du monde de Formule 1. Elle est pilotée par l'Australien Daniel Ricciardo, en provenance de l'écurie Renault, et le Britannique Lando Norris, présent chez McLaren pour la troisième année consécutive. Elle est propulsée par un moteur Mercedes. 
À son volant, Ricciardo et Norris offrent à leur écurie son premier doublé depuis le Grand Prix du Canada 2010 et sa première victoire depuis celui du Brésil 2012 en prenant les deux premières places à Monza le 12 septembre 2021.

## Création de la monoplace
La MCL35M, conçue par l'ingénieur britannique James Key, est présentée le 15 février 2021 au McLaren Technology Centre de Woking en Angleterre. Évolution de la MCL35 de la saison précédente, elle s'en distingue par son moteur V6 Mercedes-AMG qui remplace le bloc Renault, une première depuis la McLaren MP4-29 de 2014.

## Résultats en championnat du monde de Formule 1
| Saison | Écurie          | Moteur                                                  | Pneus   | Pilotes          | Courses | Courses | Courses | Courses | Courses | Courses | Courses | Courses | Courses | Courses | Courses | Courses | Courses | Courses | Courses | Courses | Courses | Courses | Courses | Courses | Courses | Courses | Points inscrits | Classement |
| Saison | Écurie          | Moteur                                                  | Pneus   | Pilotes          | 1       | 2       | 3       | 4       | 5       | 6       | 7       | 8       | 9       | 10      | 11      | 12      | 13      | 14      | 15      | 16      | 17      | 18      | 19      | 20      | 21      | 22      | Points inscrits | Classement |
| ------ | --------------- | ------------------------------------------------------- | ------- | ---------------- | ------- | ------- | ------- | ------- | ------- | ------- | ------- | ------- | ------- | ------- | ------- | ------- | ------- | ------- | ------- | ------- | ------- | ------- | ------- | ------- | ------- | ------- | --------------- | ---------- |
| 2021   | McLaren F1 Team | Mercedes-AMG V6 turbo hybride F1 M12 E Performance 1.6L | Pirelli |                  | BAH     | EMI     | POR     | ESP     | MON     | AZE     | FRA     | STY     | AUT     | GBR     | HON     | BEL     | P-B     | ITA     | RUS     | TUR     | USA     | MEX     | BRE     | QAT     | SAU     | ABU     | 275             | 4e         |
| 2021   | McLaren F1 Team | Mercedes-AMG V6 turbo hybride F1 M12 E Performance 1.6L | Pirelli | Daniel Ricciardo | 7e      | 6e      | 9e      | 6e      | 12e     | 9e      | 6e      | 13e     | 7e      | 5e      | 11e     | 4e      | 11e     | 1er     | 4e      | 13e     | 5e      | 12e     | Abd.    | 12e     | 5e      | 12e     | 275             | 4e         |
| 2021   | McLaren F1 Team | Mercedes-AMG V6 turbo hybride F1 M12 E Performance 1.6L | Pirelli | Lando Norris     | 4e      | 3e      | 5e      | 8e      | 3e      | 5e      | 5e      | 5e      | 3e      | 4e      | Abd.    | 14e     | 10e     | 2e      | 7e      | 7e      | 8e      | 10e     | 10e     | 9e      | 10e     | 7e      | 275             | 4e         |

Légende : ici 
- *Le pilote n'a pas terminé la course mais est classé pour avoir parcouru 90% de la distance prévue.